# Plaine-et-Vallées
Plaine-et-Vallées é uma comuna francesa na região administrativa da Nova Aquitânia, no departamento de Deux-Sèvres. Estende-se por uma área de 92.71 km². Em 2010 a comuna tinha 2 452 habitantes (densidade: 26,4 hab./km²).
Foi criada em 1 de janeiro de 2019, a partir da fusão das antigas comunas de Oiron (sede da comuna), Brie, Saint-Jouin-de-Marnes e Taizé-Maulais.